# Division d'Honneur 1909-1910
La Division d'Honneur 1909-1910 è stata la 15ª edizione della massima serie del campionato belga di calcio disputata tra il 26 settembre 1909 e il 12 giugno 1910 e conclusa con la vittoria del Union Saint-Gilloise, al suo sesto titolo.
Capocannoniere del torneo fu Maurice Vertongen (Union Saint-Gilloise) con 36 reti.

## Formula
Le squadre partecipanti furono dodici e disputarono un turno di andata e ritorno per un totale di 22 partite.
L'ultima classificata venne retrocessa in Promotion.

## Squadre
| Squadra                   | Città        | Stadio | Stagione 1908-1909  |
| ------------------------- | ------------ | ------ | ------------------- |
| FC Liégeois               | Liegi        |        | 11°                 |
| SC Courtraisien           | Courtrai     |        | 9°                  |
| Léopold Club de Bruxelles | Bruxelles    |        | 10°                 |
| Racing Club Bruxelles     | Uccle        |        | 4°                  |
| FC Brugeois               | Bruges       |        | 3°                  |
| Beerschot AC              | Anversa      |        | 5°                  |
| CS Brugeois               | Bruges       |        | 6°                  |
| Anversa                   | Anversa      |        | 8°                  |
| Union Saint-Gilloise      | Saint-Gilles |        | Campione del Belgio |
| Daring Club de Bruxelles  | Bruxelles    |        | 2°                  |
| Excelsior SC de Bruxelles | Forest       |        | 7°                  |
| Standard Liegi            | Liegi        |        | Promotion           |

## Classifica finale
|  | Pos. | Squadra                   | Pt | G  | V  | N | P  | GF | GS | DR  |
|  | ---- | ------------------------- | -- | -- | -- | - | -- | -- | -- | --- |
|  | 1.   | Union Saint-Gilloise      | 38 | 22 | 19 | 0 | 3  | 90 | 15 | +75 |
|  | 2.   | FC Brugeois               | 38 | 22 | 18 | 2 | 2  | 82 | 26 | +56 |
|  | 3.   | CS Brugeois               | 36 | 22 | 18 | 0 | 4  | 67 | 22 | +45 |
|  | 4.   | Daring Club de Bruxelles  | 25 | 22 | 11 | 3 | 8  | 47 | 33 | +14 |
|  | 5.   | Standard Liegi            | 23 | 22 | 10 | 3 | 9  | 37 | 25 | +12 |
|  | 6.   | Beerschot AC              | 22 | 22 | 10 | 2 | 10 | 47 | 56 | -9  |
|  | 7.   | Excelsior SC de Bruxelles | 19 | 22 | 8  | 3 | 11 | 48 | 43 | +5  |
|  | 8.   | Racing Club de Bruxelles  | 19 | 22 | 8  | 3 | 11 | 43 | 50 | -7  |
|  | 9.   | Anversa                   | 14 | 22 | 6  | 2 | 14 | 25 | 66 | -41 |
|  | 10.  | Léopold Club de Bruxelles | 13 | 22 | 4  | 5 | 13 | 26 | 63 | -37 |
|  | 11.  | SC Courtraisien           | 11 | 22 | 3  | 5 | 14 | 17 | 62 | -45 |
|  | 12.  | FC Liégeois               | 6  | 22 | 1  | 4 | 17 | 11 | 79 | -68 |

Legenda:

      Ammesso allo spareggio
      Retrocesso in Promotion
Note:

Due punti a vittoria, uno a pareggio, zero a sconfitta.

### Spareggio
Lo spareggio per l'assegnazione del titolo venne disputato il 12 giugno 1910 a Gand.
| Gand 12 giugno 1910 | Union Saint-Gilloise | 1 – 0 | FC Brugeois |  |

### Verdetti
- Union Saint-Gilloise campione del Belgio 1909-10.
- FC Liégeois retrocesso in Promotion.